# Глізе 667 Cb

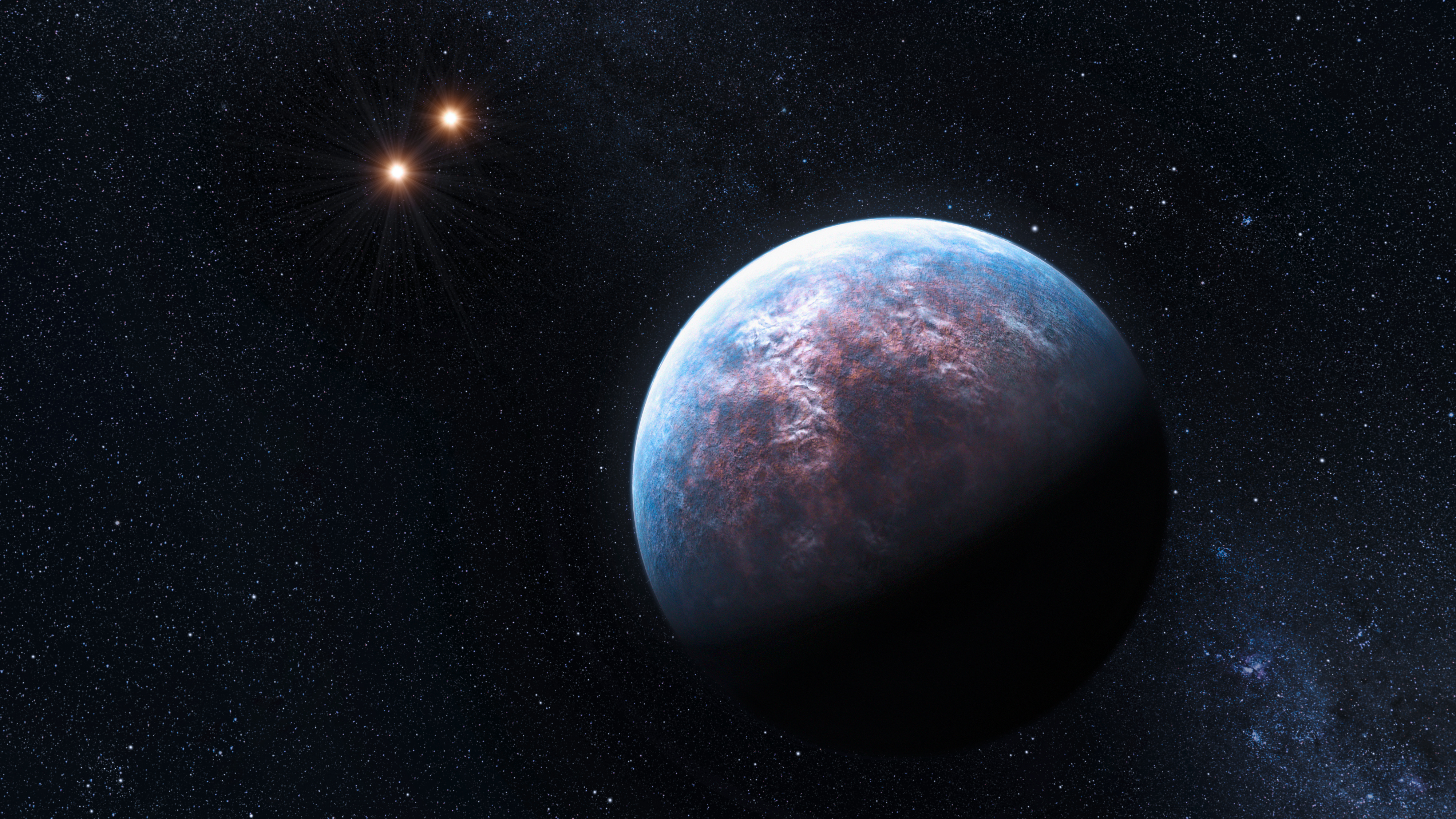
Художнє уявлення екзопланет GJ 667Cb та GJ 667Cc.

Ґлізе 667 Cb — перша з шести екзопланет, які знайшли біля зірки Ґлізе 667 C в потрійній системі Ґлізе 667. Віддалена від Землі на ~ 22,7 світлового року. Орбіта небесного тіла пролягає поза життєвою зоною своєї зірки, що перебуває в сузір'ї Скорпіон.

## Орбіта
Планета обертається навколо червоного карлика завдальшки 0,05 а.о. Її орбітальний період складає 7,2 земних доби. Перебуває заблизько до материнської зірки і тому виходить за межі Зони життя.

## Характеристики
Середня маса об'єкту — 5,94 мас Землі. Екзопланета належить до класу надземель.